# Miriam Beller

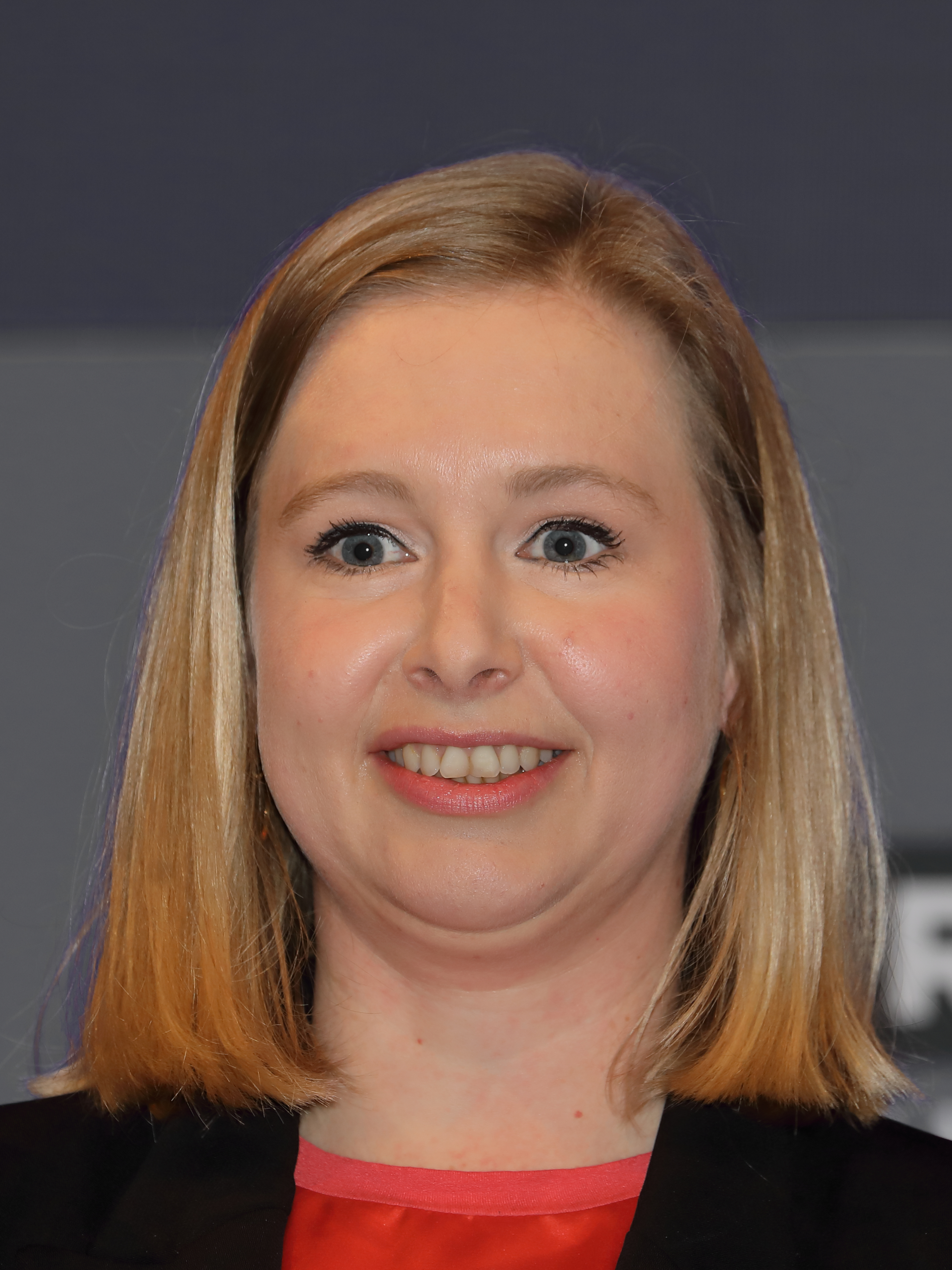
Miriam Beller (2023)

Miriam Beller (* 7. November 1988 in Vorarlberg) ist eine österreichische Journalistin. Von 2021 bis September 2023 war sie ORF-Korrespondentin in Moskau.

## Werdegang
Miriam Beller wurde 1988 in Vorarlberg geboren. Sie studierte an der Universität Wien Internationale Entwicklung. Sie absolvierte ein Auslandsjahr an der University of Limerick in Irland. Während des Studiums absolvierte Beller Praktika beim ORF. 2014/15 absolvierte Miriam Beller ein Traineeship im Rahmen der ORF-Akademie. Anschließend arbeitete sie für ein Jahr in der Wissenschaftsredaktion des Österreichischen Rundfunks. 2016 wechselte sie ins Auslandsressort der Zeit im Bild. Fernsehreportagen und Projekte führten sie unter anderem in die Türkei, nach Malawi und Mosambik sowie in die Demokratische Republik Kongo. Zum Jahreswechsel 2020/21 berichtete Beller aus Belfast über die Auswirkungen des Brexits für Nordirland. Seit 1. Oktober 2021 ist Miriam Beller ORF-Auslandskorrespondentin in Moskau.

## Publikationen
- 2023: Russland von innen: Leben in Zeiten des Krieges mit Paul Krisai, Paul-Zsolnay-Verlag, Wien 2023, ISBN 978-3-552-07369-2

## Auszeichnungen
- 2022: Robert-Hochner-Preis – Sonderpreis[3]